# Lijst van afleveringen van Keyzer & De Boer Advocaten
Dit is een lijst met afleveringen van de Nederlandse televisieserie Keyzer & De Boer Advocaten. De serie telt 3 seizoenen. Een overzicht van alle afleveringen is hieronder te vinden.

## Serieoverzicht
| Seizoen | Afleveringen | Uitgezonden                     | Verschijningsdatum dvd |
| ------- | ------------ | ------------------------------- | ---------------------- |
| 1       | 22           | 10 oktober – 13 maart 2006      | 19 januari 2007        |
| 2       | 16           | 13 november 2006 – 5 maart 2007 | 25 april 2008          |
| 3       | 16           | 24 februari – 15 juni 2008      | 13 juni 2008           |

## Seizoen 1
| Aflevering | Nr. | Titel                    | Samenvatting | Eerste uitzending |
| ---------- | --- | ------------------------ | --- | ----------------- |
| 1          | 1   | Waar rook is, is vuur    | Pim Batenburg, één der advocaten van het kantoor, wordt door de werkster Linda van Dongen aangeklaagd voor aanranding op de werkvloer. Maarten Lommen, één der junioren, moet intussen de belangen van een oude vrouw behartigen tegen de gemeente die zij verantwoordelijk acht voor haar gebroken heup                                       | 10 oktober 2005   |
| 2          | 2   | Dwaze vaders             | Nina Bisschot wordt door een jonge vader die kampt met manische depressie gevraagd om hem te helpen een goede omgangsregeling te krijgen voor zijn kind. Marius de Boer, de advocaat-oudste, wordt gevraagd om twee jongeren bij te staan die worden aangeklaagd door hun naaste buurman wegens geluidsoverlast                                | 17 oktober 2005   |
| 3          | 3   | Schuld en boete          | Maarten Lommen staat een vader bij wiens dochter is verkracht door een TBS-er tijdens zijn proefverlof door de kliniek aan te klagen. Nina moet intussen een bemiddelingsgesprek doen tussen twee mensen omtrent hun zoon. | 24 oktober 2005   |
| 4          | 4   | Vadertje, moedertje      | Maarten wordt gevraagd door een vrouw die een verstandelijk beperkte dochter heeft met een kind. De Kinderbescherming wil het kind uit huis plaatsen. | 31 oktober 2005   |
| 5          | 5   | De zorgleerling          | Hannah de Zwaan krijgt van Pim de zaak van een leerling die op school zijn leraar wilde doodschieten. | 7 november 2005   |
| 6          | 6   | Bloedbad                 | | 14 november 2005  |
| 7          | 7   | Amice!                   | Rickie van den Hooghen krijgt tijdens een bemiddelingsgesprek te maken met een malafide advocaat die haar cliënt dwingt om zijn honorarium te betalen omdat hij anders zijn cliënt aan raadt zeer belastende verklaringen af te leggen tegen haar cliënt                                                                                       | 21 november 2005  |
| 8          | 8   | Het gat van Van Gogh     | | 28 november 2005  |
| 9          | 9   | Wrongful Birth           | Nina Bisschot krijgt een echtpaar waarvan de vrouw ongewenst zwanger is die de gynaecoloog aan klaagt wegens nalatigheid. Hannah intussen krijgt diepe gevoelens voor een cliënt. | 5 december 2005   |
| 10         | 10  | Geuren en Kleuren        | Maarten krijgt een cliënt die door het Openbaar Ministerie wordt aangeklaagd voor poging tot doodslag op een fietser die hij opzettelijk zou hebben aangereden. Rickie krijgt intussen een cliënt die ontslagen werd uit een parfumerie vanwege zijn flatulentie                                                                               | 12 december 2005  |
| 11         | 11  | Kerst                    | Nina probeert op Kerstavond voor haar cliënt, die gearresteerd werd voor zware mishandeling op een politieagent, een verzoek voor voorlopige vrijheidsstelling te krijgen, terwijl Simone Heling, de secretaresse, en Hannah samen op kantoor Kerstavond vieren                                                                                | 19 december 2005  |
| 12         | 12  | In naam van de Vader     | | 2 januari 2006    |
| 13         | 13  | Kampers                  | | 9 januari 2006    |
| 14         | 14  | Neukverlof               | Hannah krijgt problemen als een cliënt van haar, een psychopaat, uit de gevangenis uitbreekt en wraak wil nemen op haar omdat hij haar verantwoordelijk acht voor zijn veroordeling. | 16 januari 2006   |
| 15         | 15  | Vertrouwen               | | 23 januari 2006   |
| 16         | 16  | Kind van de rekening     | | 30 januari 2006   |
| 17         | 17  | Het lijk in de kofferbak | Rickie wil een zaak doen waarbij een vrouw wordt aangehouden en aangeklaagd voor moord op haar gewelddadige zwager als zijn dode lichaam in de kofferbak van haar auto wordt gevonden. | 6 februari 2006   |
| 18         | 18  | Het grote geld           | | 13 februari 2006  |
| 19         | 19  | Licht                    | | 20 februari 2006  |
| 20         | 20  | Het mes snijdt           | | 27 februari 2006  |
| 21         | 21  | De afrekening            | Maarten verdedigt een crimineel die door het Openbaar Ministerie wordt aangeklaagd voor moord op een ander crimineel tijdens een ripdeal. Hannah staat intussen een oud-jaarclubgenootje bij die wordt aangeklaagd door haar broer die vindt dat zij geen executeur-testamentair mag zijn van hun moeders erfenis omdat hun moeder dement was. | 6 maart 2006      |
| 22         | 22  | De informant             | Pim Batenburg staat zijn neef Erik die juridisch adviseur bij vluchtelingenwerk is bij als de vader van zijn heimelijke liefde door de AIVD wordt beschuldigd van terrorisme. | 13 maart 2006     |

## Seizoen 2
| Aflevering | Nr. | Titel             | Eerste uitzending | Kijkcijfer      |
| ---------- | --- | ----------------- | ----------------- | --------------- |
| 23         | 1   | De Aanslag        | 13 november 2006  | 841.000 kijkers |
| 24         | 2   | Pindakaas         | 20 november 2006  | 818.000 kijkers |
| 25         | 3   | De Tweeling       | 27 november 2006  | 974.000 kijkers |
| 26         | 4   | Viaduct           | 4 december 2006   |                 |
| 27         | 5   | De Eed            | 11 december 2006  |                 |
| 28         | 6   | Superwong         | 18 december 2006  |                 |
| 29         | 7   | De foute advocaat | 1 januari 2007    |                 |
| 30         | 8   | Uit het leven     | 8 januari 2007    | 880.000 kijkers |
| 31         | 9   | Sekssomnia        | 15 januari 2007   | 834.000 kijkers |
| 32         | 10  | Kemphanen         | 22 januari 2007   | 830.000 kijkers |
| 33         | 11  | Moniek K.         | 29 januari 2007   | 866.000 kijkers |
| 34         | 12  | Nekschot          | 5 februari 2007   | 833.000 kijkers |
| 35         | 13  | Het losse been    | 12 februari 2007  |                 |
| 36         | 14  | Wraking           | 19 februari 2007  |                 |
| 37         | 15  | Loverboy          | 26 februari 2007  | 846.000 kijkers |
| 38         | 16  | Overspel          | 5 maart 2007      |                 |

## Seizoen 3
| Aflevering | Nr. | Titel                 | Eerste uitzending | Kijkcijfer      |
| ---------- | --- | --------------------- | ----------------- | --------------- |
| 39         | 1   | Klokkenluider         | 24 februari 2008  | 493.000 kijkers |
| 40         | 2   | Campingmoord          | 2 maart 2008      | 426.000 kijkers |
| 41         | 3   | De Laatste Halte      | 9 maart 2008      | 661.000 kijkers |
| 42         | 4   | In Memoriam           | 16 maart 2008     | 641.000 kijkers |
| 43         | 5   | Bens Garage           | 23 maart 2008     | 566.000 kijkers |
| 44         | 6   | Zebrapad              | 30 maart 2008     | 768.000 kijkers |
| 45         | 7   | Familiedrama          | 6 april 2008      | 673.000 kijkers |
| 46         | 8   | Anonieme Getuige      | 13 april 2008     | 622.000 kijkers |
| 47         | 9   | Buitenspel            | 20 april 2008     | 593.000 kijkers |
| 48         | 10  | Fatale Fout           | 27 april 2008     | 601.000 kijkers |
| 49         | 11  | Stuntvrouw            | 11 mei 2008       | 360.000 kijkers |
| 50         | 12  | Dood Zaad             | 18 mei 2008       | 511.000 kijkers |
| 51         | 13  | De Marinier           | 25 mei 2008       | 575.000 kijkers |
| 52         | 14  | De Waardenfluisteraar | 1 juni 2008       | 499.000 kijkers |
| 53         | 15  | Corrigerende Tik      | 8 juni 2008       | 505.000 kijkers |
| 54         | 16  | Ouwe rotten           | 15 juni 2008      | 516.000 kijkers |